# Bill Nieder
William (Bill) Henry Nieder (10. srpna 1933 Hempstead – 7. října 2022) byl americký atlet, olympijský vítěz ve vrhu koulí.
Byl předním světovým závodníkem ve vrhu koulí na přelomu padesátých a šedesátých let 20. století. K jeho největším rivalům patřili další američtí vrhači Parry O'Brien a Dallas Long. S prvním prohrál na olympiádě v Melbourne v roce 1956 a získal stříbro a na další olympiádě v Římě si vyměnili pořadí. S Longem v letech 1960 až 1962 vylepšovali světový rekord ve vrhu koulí a Nieder jako první člověk v historii překonal hranici 20 metrů.
Po skončení atletické kariéry zkoušel boxovat, ale v prvním zápase byl knokautován a rukavice pověsil na hřebík. Později jej zaměstnala společnost 3M, zde se podílel na vývoji umělého povrchu atletických drah. Vůbec první tartanovou dráhu prodal organizátorům LOH 1968 v Mexiku. Později vyvinul novou verzi polstrované místnosti určené pro izolaci duševně nemocných či opilců.